# Macrodasyceras japonicum
Macrodasyceras japonicum är en stekelart som först beskrevs av William Harris Ashmead 1904.  Macrodasyceras japonicum ingår i släktet Macrodasyceras och familjen gallglanssteklar. Inga underarter finns listade i Catalogue of Life.